# 路易·克莱因
多米尼克·路易·安托万·克莱因（法語：Dominique Louis Antoine Klein，發音：[dɔminik lwi ɑ̃twan klajn]，1761年1月19日—1845年11月2日）是一位法国将军，他曾在法国大革命战争和拿破仑战争期间作为骑兵指挥官在法国军队服役。
克莱因最初是路易十六宫殿的卫兵，于1787年离开王室卫队。法国大革命期间，克莱因应征入伍，从一名中尉迅速晋升为准将；他于1796年参加了法国对德国西南部的入侵，并于1799年加入了多瑙河军团。他的骑兵在奥斯特里茨、耶拿和奥尔施泰特的战斗中发挥了关键作用。普鲁士战役结束后，他从现役退役，进入政界，并在巴黎参政。
克莱因曾在法国参议院任职，并于1814年投票支持拿破仑·波拿巴退位；他没有效忠百日王朝，路易十八在第二次复辟时将他晋升为法国贵族。

## 军旅生涯
最初，克莱因在法国国王的王室卫队中任职，担任着守大门的尊贵职位。他于1787年退伍。1789年法国大革命爆发后，他重新参军，1792年成为北方军团的一名步兵中尉。他的骑兵团参加了弗勒鲁斯战役。

### 法国大革命战争
到1795年，克莱因已经成为桑布雷-默兹军团的准将，接替了米歇尔·内伊的职位。克莱因于1799年被任命为师级将军，并同让-巴蒂斯特·儒尔当的多瑙河军团在凯尔渡过莱茵河。在弗朗索瓦·约瑟夫·勒费弗尔的指挥下，克莱因指挥了先遣卫队的右翼。他的部队包括第4和第5骠骑兵团、第17龙骑兵团、第1骠骑兵团、一个轻骑兵团、两个牵引炮兵连、两个步兵炮兵连和一个工兵连。在奥斯特拉赫战役中，克莱因的骑兵在全面交战之前保护了具有重要战略意义的前沿阵地。在史塔卡赫战役之后，儒尔当下令向黑林山全面撤退。预备骑兵和克莱因的大部分部队越过山脉，在奥芬堡附近驻扎，他们的马匹可以在那里找到更好的草料。尽管有组织的撤退和黑林山西侧的相对安全的阵地，法国军队还是一团糟。儒尔当让他的参谋长让·奥古斯丁·埃尔努夫担任临时指挥，自己则并前往巴黎抱怨他的军队状况、装备和供给。法军的纪律随后分崩离析。除皮埃尔·玛丽·巴泰勒米·费里诺、约瑟夫·苏厄姆、多米尼克·范达姆和克莱因外，大部分师级将领都离职了。5月，安德烈·马塞纳全面指挥多瑙河军团和赫尔维蒂亚军团；克莱因的纵队在苏黎世附近加入了马塞纳。
1799年5月，克莱因率领2,010人的骑兵师参加了温特图尔战役。几天后，他在第一次苏黎世战役中指挥骑兵预备队对抗卡尔大公的奥地利军队。卡尔的人数优势和良好的战略位置迫使法国人从苏黎世撤退，在利马特河的西侧占据了阵地。9月，克莱因再次指挥骑兵预备队位于阿勒河左岸的3,696名士兵，他负责守卫弗里克山谷。在那里，随着9月25日第二次苏黎世战役的部署发展，克莱因仍然由马塞纳直接指挥。克莱因准备根据需要分别在北翼或南翼支援让·托马斯·纪尧姆·洛尔赫或爱德华·莫蒂埃的部队。奥军的进攻对莫蒂埃的打击最为严重，他在战略要地迪蒂孔被击退。克莱因的预备队协助前线士兵重新夺回并控制了村庄。这说服了苏黎世的俄罗斯指挥官亚历山大·科萨科夫，他应该将他的部队撤回城市防御工事。后来，随着科萨科夫放弃外围攻势，俄罗斯人朝康斯坦茨进行了混乱的撤退。在混乱中，奥诺雷·西奥多·马克西姆·加赞的师在克莱因的预备队的支持下，通过通往彼得斯豪森修道院的桥向联军部队施压。他们几乎亲自俘虏了孔代亲王和德恩吉安公爵。尽管法国人俘虏了许多维护君主制并投靠俄军的前法国士兵，但这些俘虏并没有像之前的战斗那样被彻底屠杀。克莱因和莫蒂埃发布了得到马塞纳支持的指示，要求为这些流亡分子分配俄罗斯名字，因为，这些人领着俄罗斯人的薪水，帽子上戴着俄罗斯徽章。这些俘虏得到了有尊严的对待。他们最终被用于交换被奥地利人和俄罗斯人俘虏的法国军官。
1801年吕内维尔和约后，克莱因几个月没有任何行动。1802年，他作为骑兵督察被召回现役。1804年，他被任命为第1龙骑兵师的指挥官，并被任命为荣誉军团的大军官。

### 拿破仑战争
1805年，克莱因的龙骑兵师是新创建的第八军团的一部分。第八军团由爱德华·莫蒂埃指挥；军团的任务是巡逻和保护多瑙河北岸，限制奥俄联军活动。拿破仑错误地认为俄罗斯人和奥地利人会在维也纳西北部的圣珀尔滕附近占据阵地。克莱因的整个龙骑兵团在多瑙河北部岸边巡逻，而他的其他师，也就是延伸行军中的最后一个师，比马克西姆·加赞率领的师落后一天多。克莱因的师没有参加迪恩施泰因之战，尽管他的龙骑兵在交战前与莫蒂埃和加沙一起行军。
三周后，克莱因的部队参加了奥斯特利茨战役。最初，他的龙骑兵占据了马奇菲尔德的观察位置。他的其余龙骑兵留在施托克劳附近，就在维也纳以西，这些龙骑兵，加上路易·尼古拉·达武、弗朗索瓦·安托万·路易斯·鲍西尔和马克·安托万·德·博蒙特的龙骑兵师，一起驻扎在波利茨和普雷斯堡，并且可以向西或向东行军，这取决于卡尔大公或俄罗斯指挥官库图佐夫的行动。因此，克莱因的龙骑兵守住了奥斯特里茨和维也纳之间的道路，断绝了奥军的撤退路线。
在第四次反法同盟中，克莱因在若阿尚·缪拉指挥下加入了大军团。耶拿-奥尔施泰特战役后，克莱因与他的龙骑兵师驻守魏森塞，这是普鲁士将军布吕歇尔唯一的逃生路线。布吕歇尔惊讶地发现克莱因占据了村庄，但布吕歇尔谎称普鲁士和拿破仑之间已经达成停战协议，成功忽悠克莱因让他的普鲁士士兵穿过村庄逃离。克莱恩发誓要报仇雪恨。第二天，他率领他的师追击并袭击了布吕歇尔部队。克莱因的部队俘虏了1,000名普鲁士士兵，包括一名将军，尽管他没有俘虏布吕歇尔本人。

### 政治生涯
普鲁士战役后，拿破仑任命克莱因为皇宫总督。1807年，克莱因被召集到参议院。1808年，他成为帝国伯爵，并被授予巴伐利亚狮子大绶章。1812年，克莱因被任命为国民警卫队的招募和训练指挥官。
克莱因一直留在参议院直到1814年4月投票支持拿破仑退位。1814年，在波旁复辟期间，他被授予圣路易勋章。他不支持拿破仑的百日王朝。在第二次复辟中，路易十八将他提升为法国贵族。

## 家庭和个人生活
路易斯·克莱因于1761年1月25日出生于洛林地区的布拉蒙。他于1783年1月7日与玛丽·皮尔隆（Marie-Agathe Pierron）结婚，并育有一子。
1808年，克莱因在拿破仑的允许下与皮尔隆离婚，并于当年7月2日与约瑟芬·德·博阿尔内的侍女瓦朗金-阿尔贝格的卡罗琳再婚。在这段婚姻中两人育有一子。路易·克莱因于1845年11月2日在巴黎去世。

### 引注
1. ↑  （法語） Henri Gourdon de Genouillac. Dictionnaire des anoblis, 1270-1868,  suivi du Dictionnaire des familles. Paris, Bachelin-Deflorenne,  1875, p. 157.
2. 1 2 3 4 5  （法語） Eudoxe Soulié; Musée national de Versailles et des Trianons. Notice des peintures et sculptures composant le Musée Impérial. Versailles : Montalant-Bougleux, 1854–1855, v. 1, p. 358.
3. 1 2 3 4 5 6 7 8  Louis Hennequin. Zürich. Masséna en Suisse, messidor an vii-brumaire an viii (juillet-octobre 1799). Paris, Nancy, Berger-Levrault, 1911. p. 179.
4. ↑  Roland Kessinger and Geert van Uythoven. Order of Battle, Army of the Danube 的存檔，存档日期2010-05-07.. Stockach: Roland Kessinger & Geert van Uythoven. Accessed [2010-04-14].
5. ↑  Jourdan, Jean-Baptiste, A Memoir of the operations of the army of the Danube under the command of General Jourdan, taken from the manuscripts of that officer. London: Debrett, 1799, pp. 144–145.
6. ↑  Phipps, p. 62
7. 1 2  Phipps, p. 97.
8. 1 2  Phipps, pp. 129–133
9. ↑  Phipps, p. 159–161.
10. ↑  Robert Goetz. 1805: Austerlitz. Mechanicsburg, Pennsylvania: Stackpole Books, 2005. ISBN 1-85367-644-6, p. 76.
11. ↑  Digby Smith. "Clash at Dürenstein", Napoleonic Wars Databook, p. 213.
12. ↑  Goetz, p. 93.
13. ↑  Goetz, p. 94.
14. ↑  Goetz, pp. 294–297.
15. 1 2 3 4 5 6  （法語） Charles Mullié. "Dominique Louis Antoine Klein （页面存档备份，存于）." Biographie des célébrités militaires des armées de terre et de mer de 1789 à 1850. （页面存档备份，存于） 1851–52.
16. ↑  Francis Loraine Petre. Napoleon's Conquest of Prussia. London, John Lane; New York, John Lane Co., 1907, OCLC 1817897, pp. 196–200.
17. 1 2  （法語） Albert Révérend, vicomte. Titres, anoblissements et pairies de la restauration 1814–1830. Paris, Chez l'auteur et chez H. Champion, 1901—06, volume 4, p. 95.